# Chlorogalum pomeridianum
Chlorogalum pomeridianum, también conocida como amole o jabonera de California, es la más común y más ampliamente distribuida de las jaboneras o amoles que componen el género Chlorogalum de plantas con flores. Ocasionalmente se la conoce como la "papa silvestre", pero dada la falta de semejanza o relación de la planta con la papa, no se recomienda este nombre.
Se encuentra en la mayor parte de California desde las costas hasta las estribaciones occidentales de Sierra Nevada y en las montañas Klamath en el suroeste de Oregón, pero no en las regiones desérticas de ninguno de los dos estados. La amole crece en acantilados rocosos, pastizales, chaparrales y en bosques abiertos.

## Descripción
Como todas las jaboneras, Chlorogalum pomeridianum es una planta perenne que crece a partir de un bulbo que es de color marrón de entre 7 y 15 cm de diámetro, ligeramente alargada y cubierta de fibras gruesas y burdas. Las hojas crecen desde la base de la planta y pueden ser de 20 a 70 cm de largo y de 6 a 25 mm de ancho. Como lo indica el nombre de la planta, sus bordes son generalmente ondulados, aunque esto no siempre es particularmente notable.
Las flores nacen en un tallo largo, normalmente más largo que las hojas, y son de 15 a 30 mm de largo. Los seis pétalos (en realidad sólo tres de ellos son pétalos en el sentido técnico; los otros tres son sépalos) tienen hasta 35 mm de largo y se comban. Por lo general, son de color blanco, pero tienen una vena central perceptible que puede ser de color púrpura o verde. Los seis estambres son grandes y llamativos, de color amarillo o naranja. Las flores son hermafroditas (tienen partes femeninas y masculinas) y se abren al final de la tarde o al anochecer y se cierran por la mañana. La polinización es hecha por insectos voladores vespertinos o nocturnos.

### Subespecie
Se reconocen tres variedades:
- Chlorogalum pomeridianum var. divaricatum — endémica de algunas regiones costeras de California (la costa central y partes meridionales de la costa norte), que se encuentra solo en elevaciones por debajo de los 100 metros (328,1 pies).[3]
- Chlorogalum pomeridianum var. minus — endémica de las cordilleras interior norte y exterior sur de la costa del Pacífico de California y el área de la bahía de San Francisco . Esta variedad tiene un bulbo menos fibroso que las otras.[4]
- Chlorogalum pomeridianum var. pomeridianum, idioma nomlaki: shlā — se encuentra en toda la gama de la especie.[5][6]

El basónimo de la especie fue Scilla pomeridianum. También se le ha conocido como Laothoe pomeridiana.

## Usos

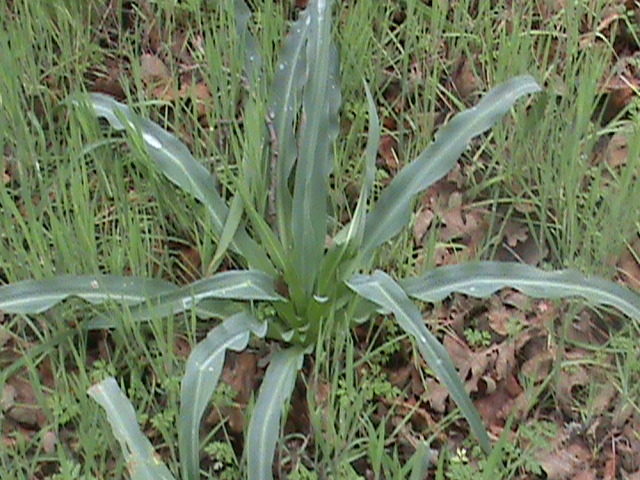
Jabonera creciendo en el bosque.

Las fibras que rodean el bulbo se usaban ampliamente, unidas entre sí, para hacer pequeños cepillos. Los extractos de los bulbos también podían usarse como sellador o pegamento.
Limpieza
Los jugos del bulbo contienen saponinas que hacen espuma cuando se mezclan con agua, y ya fueran indígenas norteamericanos (a saber, la tribu Miwok) o los primeros colonos europeos usaban los bulbos como una especie de jabón; este es el origen del nombre de la planta. Se usaba particularmente para lavar el cabello, ya que se consideraba eficaz contra la caspa.
Gastronomía
Las hojas tiernas se pueden usar como alimento, pero las saponinas de los bulbos las vuelven venenosas. Sin embargo, las saponinas son muy poco absorbidas por el cuerpo y pueden destruirse con una cocción completa. El pueblo Miwok asaba y consumía los bulbos como alimento de invierno. En febrero de 1847, Patrick Breen de la desventurada expedición Donner, registró que un indígena le dio  algunas «raíces que se asemejan a cebollas en la forma [que] saben parecido a boniato [sic], todas llenas de pequeñas fibras duras». El hijo de Breen más tarde llamó a las raíces "raíz de jabón de California"; se trataba casi con certeza de C. pomeridianum.
Las saponinas son mucho más tóxicas para otros animales que para los humanos. Los peces son particularmente vulnerables y los jugos de los bulbos se usaban para matarlos o aturdirlos de manera que se pudieran atrapar fácilmente.
Uso medicinal
Los bulbos también tenían varios usos medicinales, ya fuera externos (por ejemplo, para hacer una cataplasma que se usaría como antiséptico o como ungüento en casos de reumatismo) o internos (las decocciones se usaban para una variedad de propósitos, incluso como diurético, laxante y para el dolor de estómago).